# Lotus Emira
De Lotus Emira is een sportwagen vervaardigd door het Brits/Chinese bedrijf Lotus Cars. Het is bedoeld als het laatste voertuig met verbrandingsmotor, van het Geely-bedrijf.

## Geschiedenis
De Emira werd op 6 juli 2021 gelanceerd in Hethel, Engeland en vervolgens gepresenteerd op het Goodwood Festival of Speed op 8 juli 2021. Het vervangt de Evora, Exige en Elise. Het ontwerp van de Emira vertoont verschillende overeenkomsten met dat van Lotus' high-performance auto Evija, die in 2019 werd gepresenteerd.
De nieuwe Emira ging in maart 2022 op de markt en werd geleverd met een 3,5-liter V6 met supercharger, afkomstig van Toyota. Het vermogen is 299 kW (400 pk) en het koppel is 430 N⋅m (320 lb⋅ft). De auto wordt gemaakt met een handgeschakelde of een automatische zesversnellingsbak. Later werd een kleinere 2,0-liter turbomotor, afkomstig van Mercedes-AMG, met een 8-versnellingsbak met dubbele koppeling beschikbaar gesteld voor de nieuwe Emira, met 268 kW (365 pk).
De prijzen werden op 20 september 2021 aangekondigd voor het Verenigd Koninkrijk, beginnend bij £ 59.995 voor de basis i4 en £ 75.995 inclusief 20% btw voor de V6 First Edition. De Amerikaanse prijzen werden aangekondigd op 1 oktober 2021, beginnend bij $ 74.900 voor de basis i4 en $ 93.900 voor de V6 First Edition. De V6 First Edition zou naar verwachting in het voorjaar van 2022 beschikbaar zijn en de i4 zou in het najaar van 2022 volgen.
In 2022 maakte de Emira zijn debuut in Maleisië, waarbij de First Edition de aangeboden variant was. Hij werd aangedreven door de 3,5 liter V6 met supercharger.
Mondiale post-pandemische problemen met de toeleveringsketen zorgden ervoor dat de fabriek in 2022 niet de volledige productiecapaciteit kon bereiken. De eerste handgeschakelde V6-varianten in de Europese Unie en het Verenigd Koninkrijk (waaronder enkele V6-demonstratieauto's uit het Verenigd Koninkrijk) werden in het vierde kwartaal van 2022 aan klanten geleverd. Plannen voor 2023 omvatten de eerste automatische V6-leveringen voor de EU en het Verenigd Koninkrijk in het eerste kwartaal, en Amerikaanse V6-leveringen vanaf het vierde kwartaal. De productie van de i4-variant voor het Verenigd Koninkrijk gingen in het derde kwartaal van start.